# سس سالاد میفر
سس سالاد میفر (انگلیسی: Mayfair salad dressing) یک سس سالاد حاوی موتوماهیان است که در هتل میفر در مرکز شهر سنت لوئیس ایجاد شده‌است. این سس اولین بار در اولین رستوران پنج ستاره در میسوری متعلق به هتل میفر، سرو شد. اعتقاد بر این است که سرآشپز فرد بنگرتر (Fred Bangerter) این سس سالاد را در حدود سال ۱۹۳۵ ایجاد کرده‌است. این سس نیز به گارسون اصلی آن دوران به نام هری آموس (Harry Amos) نسبت داده شده‌است.

## مواد تشکیل دهنده
طبق دستورالعمل، سس سالاد میفر از روغن (مانند ذرت یا روغن کلزا) و پایه تخم‌مرغ کامل با موتوماهیان، سیر، خردل آماده (می‌توان از خردل ترب کوهی نیز استفاده کرد)، کرفس، پیاز، شامپاین و دانه‌های فلفل سیاه تهیه می‌شود. گاهی از مونوسدیم گلوتامات نیز استفاده می‌شود.
این سس، غذای شاخص در رستوران تاریخی نانتاکت کاو (Nantucket Cove) در سنت لوئیس بود، جایی که مالکش دستور پخت محرمانه را از خود هتل میفر خریداری کرده بود. در حالی که دستور غذای اصلی یک راز باقی مانده‌است، نسخه‌های زیادی از «سس میفر» در منوی رستوران‌های سنت لوئیس امروزی وجود دارد.